# Ambrogio Caracciolo, I principe di Torchiarolo
Ambrogio Caracciolo, I principe di Torchiarolo (Atripalda, 26 gennaio 1699 – Vienna, 23 febbraio 1746), è stato un principe e militare italiano, tra i principali sostenitori del governo degli Asburgo a Napoli (1707-1734).

## Biografia
Ambrogio Caracciolo nacque ad Atripalda (feudo secondario della sua casata), figlio di Marino III Caracciolo, V principe di Avellino e di sua moglie, Antonia Spinola, marchesa di Los Balbases. Venne battezzato col nome di Ambrogio in onore di un prestigioso antenato di sua madre, Ambrogio Spinola, generale genovese al servizio della Spagna nelle Fiandre, uno dei più noti della sua epoca. Giovanissimo, durante una sua visita a Roma, papa Clemente XI lo nominò suo cameriere segreto.
Nel periodo del vicereame austriaco a Napoli (1707-1734), si schierò apertamente a sostegno degli Asburgo e venne ricompensato dal governo di Vienna con il grado di feldmaresciallo dell'esercito imperiale, nonché col ruolo di corte di Gran Maestro delle cacce. Nel 1725, in riconoscimento della fedeltà dimostrata alla causa imperiale e dell'opera di sensibilizzazione da lui avviata a Napoli per ricercare sempre più sostenitori della causa asburgica, ottenne il riconoscimento di principe del Sacro Romano Impero con il trattamento di "Altezza Serenissima" (uno dei pochissimi nobili napoletani a ottenere tale distinzione). L'anno successivo, l'imperatore Carlo VI gli concesse il feudo di Torchiarolo. Osteggiato dai napoletani, nel 1728 tornò a Napoli da Vienna, ove aveva preso stabile residenza per visitare la madre, ma dovette in seguito raggiungere Trieste, dove, incontrato l'imperatore, con lui fece ritorno alla capitale imperiale nel 1729.

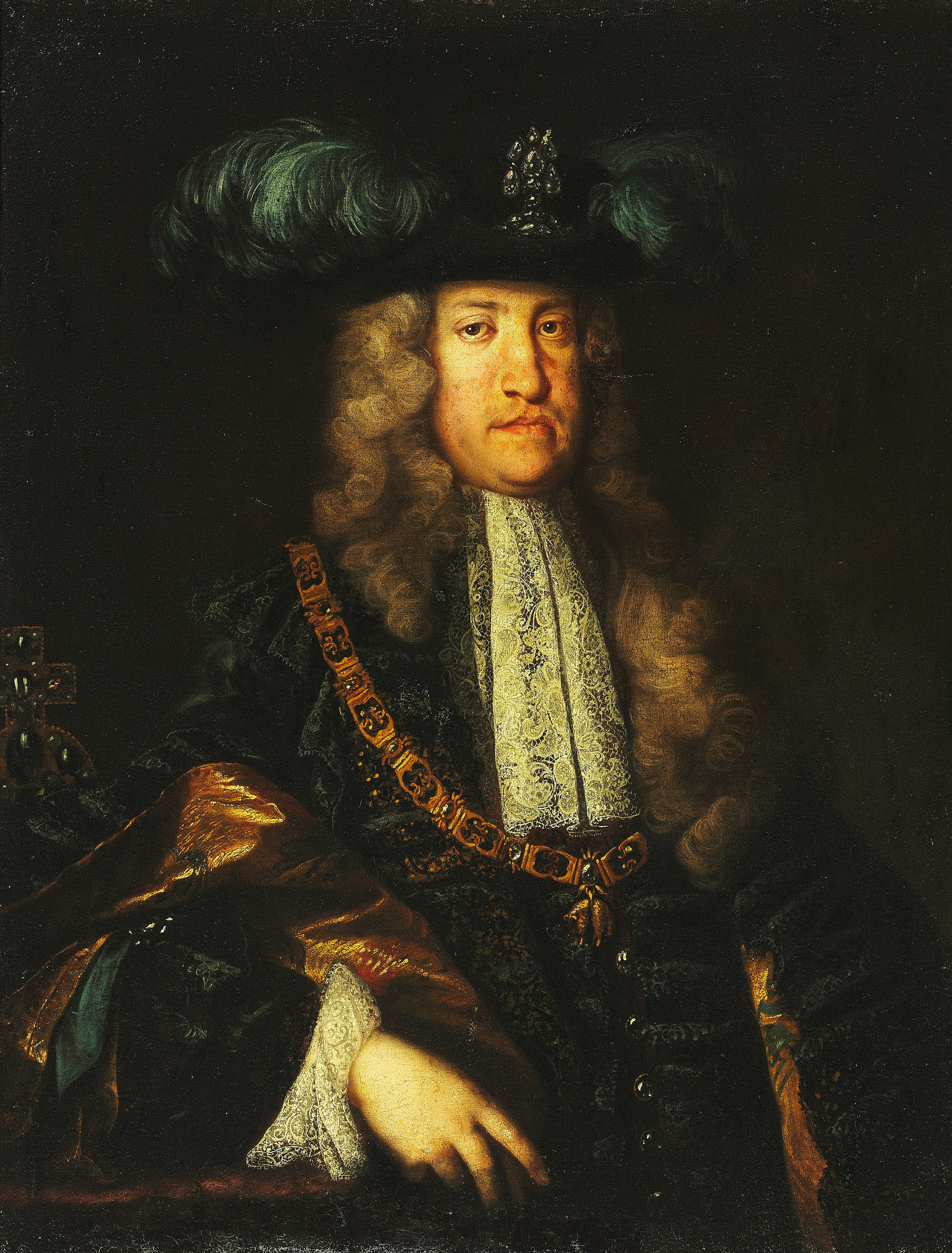
L'imperatore Carlo VI del Sacro Romano Impero fu il principale protettore di Ambrogio Caracciolo e suo grande estimatore

Anche dall'estero, Ambrogio continuò la sua opera di sensibilizzazione alla causa austriaca, al punto che il suo matrimonio con la nobildonna spagnola María Francesca Afan de Rivera, discendente dagli antichi re di León e Navarra, venne celebrato presso il palazzo imperiale di Vienna, alla presenza dell'imperatore Carlo VI, il quale sarà anche padrino di battesimo del primogenito della coppia, Carlo, nato a Vienna nel 1730.
Nel 1730, decise di far ritorno a Napoli, ma vi rimase solo sino al 1734 quando, con l'ingresso di Carlo III di Borbone quale nuovo sovrano in città, sei giorni dopo decise di tornare a Vienna. Fu a quel punto che Carlo III dichiarò il principe di Torchiarolo colpevole di tradimento e sequestrò tutti i beni che la sua famiglia possedeva in territorio napoletano. Il sovrano si scagliò anche contro la moglie di Ambrogio, la quale, rimasta a Napoli, subì le ritorsioni dei Borbone e venne segretata dapprima nel monastero di Santa Maria delle Grazie di Sorrento e poi in quello di Santa Caterina a Gaeta; infine venne trasferita al monastero di Santa Maria delle Monache di Capua e poté tornare in libertà solo a seguito della morte del marito, dodici anni dopo. L'imperatore Carlo VI, nel 1739, lo ricompensò delle perdite subite con l'Ordine del Toson d'oro e una ricca pensione. Tornò ancora una volta in Italia nel 1744, quando si scontrò nella Battaglia di Velletri a fianco delle truppe imperiali per la conquista del regno del sud, ma la vittoria di Carlo di Borbone lo costrinse ancora una volta a ripiegare verso Vienna.
Tornato a risiedere stabilmente nella capitale imperiale, vi morì nel 1748 e i suoi funerali furono pagati a spese dell'imperatrice Maria Teresa, la quale lo aveva sempre molto ammirato e per il quale ella predispose una sepoltura all'interno del duomo di Santo Stefano.

## Matrimonio e figli
Ambrogio Caracciolo sposò a Vienna nel 1729 la marchesa María Francisca Afan de Rivera, figlia del marchese Perafan di Villanueva de los Torres e di sua moglie, Serafina Bernardo, marchesa di Montenegro. Da questo matrimonio nacquero i seguenti eredi:
- Carlo (1730 - m. infante)
- Serafina (1731 - 1798), sposò Pier Nicola Carafa Alvaro della Quadra, IV principe di San Lorenzo
- Carlo (1732 - m. infante)
- Camillo (1733 - m. infante)
- Luigi (1734 - 1756), II principe di Torchiarolo, II principe del Sacro Romano Impero, sposò nel 1754 donna Maria Imara Francone dei principi di Ripa Francone e Pietracupa
- Paolo Matteo (1736 - 1757), celibe

## Ascendenza
|                                                          |                                                  |                                                     | Genitori                                                   |  |  | Nonni |  |  | Bisnonni                                       |  |  | Trisnonni                                   |  |
|                                                          |                                                  |                                                     |                                                            |  |  |       |  |  | Marino II Caracciolo, III principe di Avellino |  |  | Camillo Caracciolo, II principe di Avellino |  |
|                                                          |                                                  |                                                     |                                                            |  |  |       |  |  | Marino II Caracciolo, III principe di Avellino |  |  | Camillo Caracciolo, II principe di Avellino |  |
|                                                          |                                                  | Roberta Carafa della Stadera                        |                                                            |  |  |       |  |  | Marino II Caracciolo, III principe di Avellino |  |  |                                             |  |
| Francesco Marino I Caracciolo, IV principe di Avellino   |                                                  |                                                     |                                                            |  |  |       |  |  | Marino II Caracciolo, III principe di Avellino |  |  |                                             |  |
|                                                          |                                                  | Francesca d'Avalos                                  | Innico III d'Avalos, marchese del Vasto                    |  |  |       |  |  |                                                |  |  |                                             |  |
|                                                          |                                                  | Francesca d'Avalos                                  | Innico III d'Avalos, marchese del Vasto                    |  |  |       |  |  |                                                |  |  |                                             |  |
|                                                          |                                                  | Francesca d'Avalos                                  | Isabella d'Avalos                                          |  |  |       |  |  |                                                |  |  |                                             |  |
| Marino III Caracciolo, V principe di Avellino            |                                                  | Francesca d'Avalos                                  |                                                            |  |  |       |  |  |                                                |  |  |                                             |  |
|                                                          |                                                  | Ettore Pignatelli, duca di Monteleone               | Fabrizio II Pignatelli, principe di Noia                   |  |  |       |  |  |                                                |  |  |                                             |  |
|                                                          |                                                  | Ettore Pignatelli, duca di Monteleone               | Fabrizio II Pignatelli, principe di Noia                   |  |  |       |  |  |                                                |  |  |                                             |  |
|                                                          |                                                  | Ettore Pignatelli, duca di Monteleone               | Girolama Pignatelli, duchessa di Monteleone                |  |  |       |  |  |                                                |  |  |                                             |  |
| Geronima Pignatelli di Monteleone                        |                                                  | Ettore Pignatelli, duca di Monteleone               |                                                            |  |  |       |  |  |                                                |  |  |                                             |  |
|                                                          |                                                  | Giovanna Tagliavia d'Aragona, duchessa di Terranova | Diego Tagliavia d'Aragona, duca di Terranova               |  |  |       |  |  |                                                |  |  |                                             |  |
|                                                          |                                                  | Giovanna Tagliavia d'Aragona, duchessa di Terranova | Diego Tagliavia d'Aragona, duca di Terranova               |  |  |       |  |  |                                                |  |  |                                             |  |
|                                                          |                                                  | Giovanna Tagliavia d'Aragona, duchessa di Terranova | Juana Estefania de Mendoza, marchesa della Valle de Oaxaca |  |  |       |  |  |                                                |  |  |                                             |  |
| Ambrogio Caracciolo, I principe di Torchiarolo           |                                                  | Giovanna Tagliavia d'Aragona, duchessa di Terranova |                                                            |  |  |       |  |  |                                                |  |  |                                             |  |
|                                                          | Filippo Spinola, II duca di San Severino e Sesto | Ambrogio Spinola, I duca di San Severino e Sesto    |                                                            |  |  |       |  |  |                                                |  |  |                                             |  |
|                                                          | Filippo Spinola, II duca di San Severino e Sesto | Ambrogio Spinola, I duca di San Severino e Sesto    |                                                            |  |  |       |  |  |                                                |  |  |                                             |  |
|                                                          | Filippo Spinola, II duca di San Severino e Sesto | Giovannetta Baciadonne                              |                                                            |  |  |       |  |  |                                                |  |  |                                             |  |
| Paolo Vincenzo Spinola, III duca di San Severino e Sesto | Filippo Spinola, II duca di San Severino e Sesto |                                                     |                                                            |  |  |       |  |  |                                                |  |  |                                             |  |
|                                                          |                                                  | Gironima Doria                                      | Paolo Doria                                                |  |  |       |  |  |                                                |  |  |                                             |  |
|                                                          |                                                  | Gironima Doria                                      | Paolo Doria                                                |  |  |       |  |  |                                                |  |  |                                             |  |
|                                                          |                                                  | Gironima Doria                                      | Battina Spinola                                            |  |  |       |  |  |                                                |  |  |                                             |  |
| Antonia Spinola                                          |                                                  | Gironima Doria                                      |                                                            |  |  |       |  |  |                                                |  |  |                                             |  |
|                                                          |                                                  | Marcantonio V Colonna, VII principe di Paliano      | Filippo I Colonna di Paliano, V principe di Paliano        |  |  |       |  |  |                                                |  |  |                                             |  |
|                                                          |                                                  | Marcantonio V Colonna, VII principe di Paliano      | Filippo I Colonna di Paliano, V principe di Paliano        |  |  |       |  |  |                                                |  |  |                                             |  |
|                                                          |                                                  | Marcantonio V Colonna, VII principe di Paliano      | Lucrezia Tomacelli                                         |  |  |       |  |  |                                                |  |  |                                             |  |
| Anna Colonna di Paliano                                  |                                                  | Marcantonio V Colonna, VII principe di Paliano      |                                                            |  |  |       |  |  |                                                |  |  |                                             |  |
|                                                          |                                                  | Isabella Gioeni, III principessa di Castiglione     | Lorenzo Gioeni, II principe di Castiglione                 |  |  |       |  |  |                                                |  |  |                                             |  |
|                                                          |                                                  | Isabella Gioeni, III principessa di Castiglione     | Lorenzo Gioeni, II principe di Castiglione                 |  |  |       |  |  |                                                |  |  |                                             |  |
|                                                          |                                                  | Isabella Gioeni, III principessa di Castiglione     | Antonia Avarna, baronessa di Santa Caterina                |  |  |       |  |  |                                                |  |  |                                             |  |
|                                                          |                                                  | Isabella Gioeni, III principessa di Castiglione     |                                                            |  |  |       |  |  |                                                |  |  |                                             |  |